# Sikhisme in Nederland

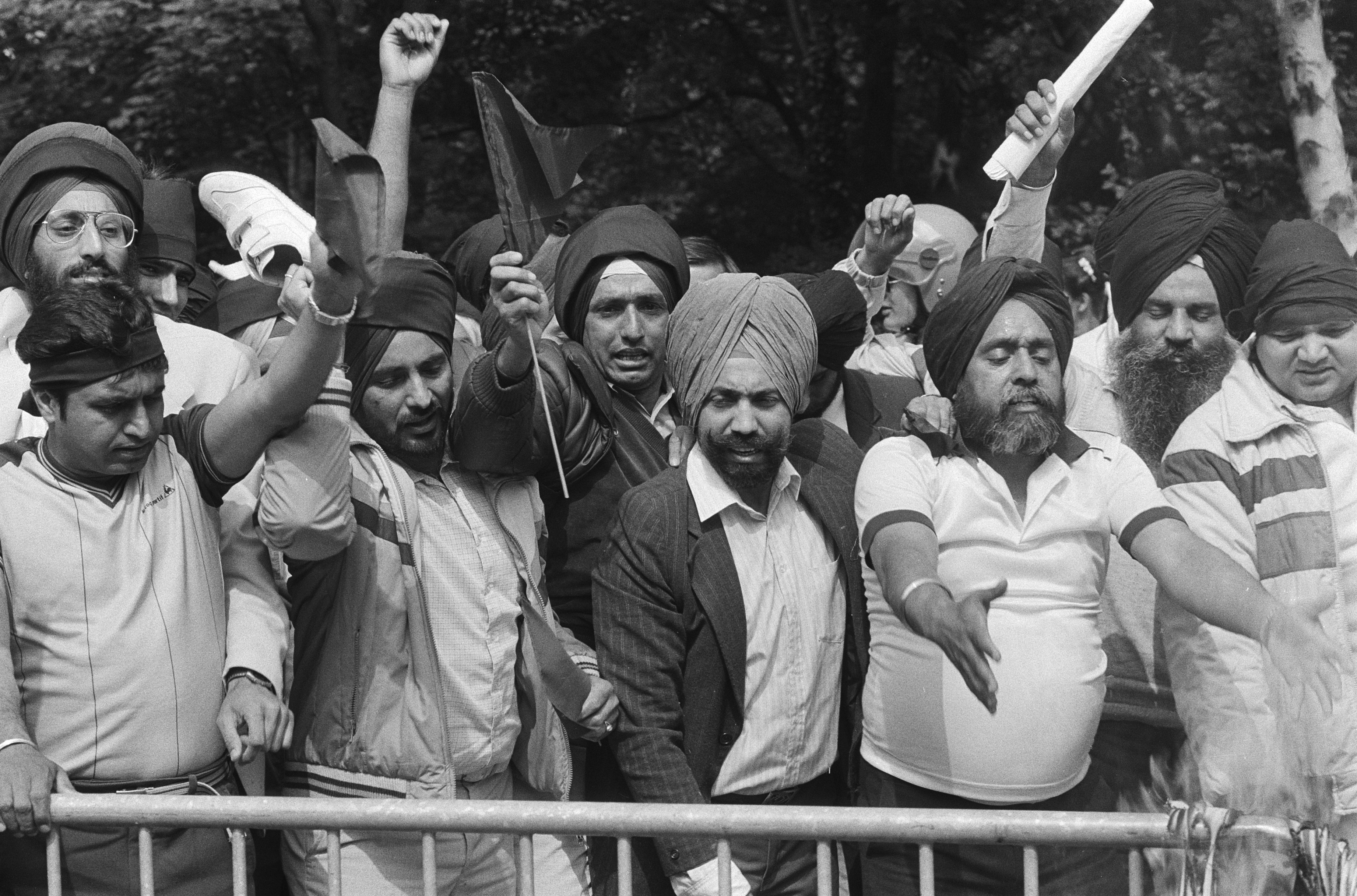
Nederlandse Sikhs protesteren bij het Internationaal Gerechtshof in Den Haag, Nederland als reactie op Operatie Blue Star (juni 1984)

Het sikhisme is een religieuze minderheid in Nederland.
In Nederland wonen er ongeveer 15.000 sikhs, die hier sinds de jaren zestig vanuit Afghanistan, Pakistan en India kwamen, op zoek naar werk of op de vlucht voor de Sovjets of de Taliban.   De meerderheid hiervan woont in Amsterdam, Rotterdam, Almere en Den Haag.  Er zijn negen gurdwara's in Nederland. 

## Lijst van Gurdwara's
Nederland telt tien gurdwara's:
- Gurdwara Shri Guru Nanak Dev Ji, te Ottergracht 6 in Rotterdam
- Shri Guru Nanak Gurdwara, te Schakelstraat 21 in Amsterdam
- Gurudwara Singh Sabha Den Haag, te Scheepersstraat 54 in Den Haag
- Sri Guru Singh Sabha, te 1e van der Kunstraat in Den Haag [3]
- Guru Ram Das Ashram, te Den Texstraat 46 in Amsterdam
- Gurdwara Sikh Sangat Sahib, te Brongouw 57 in Almere Haven
- Gurudwara Maansarovar Sahib, te Baarsjesweg 281 in Amsterdam
- Shri Guru Ravidass Ji Tempel Den Haag-Holland, te Delftselaan 103 in Den Haag
- Stichting Shri Guru Ravidass Sabha Nederland, te Brink 1-A in Amsterdam
- Gurdwara Guru Maneyo Granth, te Papenvoort 1 in Geldrop